# Blons
Blons est une commune autrichienne du district de Bludenz dans le Vorarlberg. Celle-ci a été nommée d'après le village du même nom, qui est le chef-lieu et où se trouve l'administration communale.

## Géographie
Blons se situe sur le versant nord de la vallée du Grosses Walser. La frontière au sud est formée par la Lutz, à l'est par le Ladritschbach, à l'ouest par le Rüffibach et la crête entre le Rüffibach et le Mühletobel. Depuis la Lutz, dont le point le plus bas dans la commune se situe à environ 700 mètres d'altitude, le pays s'élève vers le nord jusqu'à près de 2000 mètres. Les plus hauts sommets sont le Löffelspitze, qui culmine à 1962 mètres au nord-ouest, et le Pfrondhorn, qui atteint 1949 mètres au nord.
La commune a une superficie de quinze kilomètres carrés. Dix-sept pour cent sont des terres agricoles, 44 pour cent des forêts et 32 pour cent des alpages.
Division de la commune
Il n'y a pas d'autres communes cadastrales à Blons.
Les quartiers de la commune sont :
- Blons
- Oberblons
- Valentschina
- Walkenbach

## Histoire
La première colonisation a eu lieu au 11e ou au 12e siècle par des Rhéto-romains. Au 14ème siècle, les Walser germanophones ont remplacé la population romane. Les Habsbourg au pouvoir ont gouverné les localités du Vorarlberg en alternance depuis le Tyrol et l'Autriche antérieure (Fribourg-en-Brisgau). De 1805 à 1814, le village a appartenu à la Bavière, puis à nouveau à l'Autriche.
Blons fait partie du Land du Vorarlberg depuis sa création en 1861. Le village a fait partie de la zone d'occupation française en Autriche de 1945 à 1955.

### L'hiver avalancheux de 1954
Entre le 10 et le 12 janvier 1954, 13 avalanches se sont produites à Blons, causant la mort de 57 personnes. Un monument réalisé par Eugen Jussel le rappelle encore aujourd'hui. Les victimes ont été enterrées dans une fosse commune près du Kirchhof.
Des avalanches dévastatrices antérieures se sont produites à Blons en 1497, 1689, 1717, 1806, 1808 et 1853.

## Évolution de la population
La proportion de citoyens non autrichiens était de 5,2 % fin 2002 et de 13,2 % en 2018. Environ la moitié d'entre eux étaient originaires d'Asie et un tiers de pays de l'UE.
Depuis 1991, le bilan migratoire est négatif. Jusqu'en 2001, il a pu être compensé par un bilan des naissances fortement positif. De 2001 à 2011, l'émigration a augmenté, ce qui a entraîné une diminution de la population malgré un bilan des naissances positif.

## Culture et curiosités
- Église paroissiale catholique de Blons Notre-Dame Immaculée Conception
- Centre de documentation sur les avalanches à Blons
- Musée des poupées de Blons - Jouets et livres pour enfants de 1860 à 1960

## Économie et infrastructure
En 2003, le village comptait trois entreprises commerciales employant sept personnes et deux apprentis. Les personnes actives assujetties à l'impôt sur les salaires étaient au nombre de 153. Blons dispose d'un réseau de fibres optiques qui dessert environ 40 foyers en FTTH.
Blons possède un jardin d'enfants et une école qui compte (en janvier 2003) 179 élèves.

## Politique

### Conseil communal
Le conseil communal compte 9 membres au total.
Lors de l'élection des représentants communaux et du maire en 2020, l'élection n'a pas eu lieu au scrutin de liste, mais au scrutin majoritaire.
Le même mode de scrutin a été utilisé en 2015, 2010, 2005 et 2000 Dans ce cadre, les électeurs peuvent mentionner jusqu'à 18 noms sur le bulletin de vote. Pour chaque mention valable, le candidat reçoit une voix. Les candidats ayant obtenu le plus de neuf voix sont considérés comme élus.

### Maire
- Jusqu'en 2021 Stefan Bachmann
- Depuis 2021 Erich Kaufmann[4],[6]

### Armoiries
Les armoiries suivantes ont été attribuées à la commune en 1969 : Dans un écu divisé en oblique, dans le champ supérieur bleu, une étoile valaisanne d'argent à cinq branches, dans le champ inférieur argenté, un sapin vert en forme d'ancienne marque de maison.

## Personnalités

### Fils et filles de la commune
- Martin von Lorenz (1748-1828), conseiller d'État impérial anobli pour les affaires ecclésiastiques et l'enseignement, recteur de l'université de Vienne et créateur de la réforme scolaire autrichienne de 1804
- Johann Müller (1868-1949), pasteur et pionnier du ski au Tannberg, directeur de l'établissement de bienfaisance Valduna (1903-1938)